# پیتزا مارینارا
پیتزا مارینارا (به انگلیسی: Pizza marinara) که با نام پیتزا آلا مارینارا (به انگلیسی: Pizza alla marinara) نیز شناخته می‌شود، سبکی از پیتزای ناپلی در غذاهای ایتالیایی است که تنها با سس گوجه فرنگی، روغن زیتون، پونه کوهی و سیر تهیه می‌شود. ظاهرا این قدیمی‌ترین پیتزا با رویه گوجه‌فرنگی است.